# Повіт Тамура
Пові́т Таму́ра (яп. 田村郡, たむらぐん, МФА: [tamuɾa guɴ]) — повіт в префектурі Фукусіма, Японія. 